# بريان هارفي (موسيقي)
بريان هارفي (بالإنجليزية: Bryan Harvey)‏ هو موسيقي أمريكي، ولد في 27 أبريل 1956 في ريتشموند في الولايات المتحدة، وتوفي في 2006.